# Poderes de la Unión

El Sello de México puede ser utilizado por cualquier autoridad federal, incluidas en ella, cualquiera de los Poderes de la Unión.

Los Poderes de la Unión es la conjunción de los tres ramos que, conforme a la división de poderes, se divide —para su ejercicio— el Gobierno federal de México, oficialmente llamado Supremo Poder de la Federación. La Ciudad de México es la entidad federativa con calidad de capital de los Estados Unidos Mexicanos y, por consiguiente, sede de los Poderes de la Unión.
Los tres poderes tradicionales en El espíritu de las leyes de Montesquieu están presentes en la política de México: ejecutivo, legislativo y judicial. 
La primera mención del término Poderes de la Unión en la Constitución de México se da en el artículo 41.º que reza: «El pueblo ejerce su soberanía por medio de los Poderes de la Unión, en los casos de la competencia de éstos […]». Los tres poderes son electos por voto popular.

## Poder Ejecutivo

### Presidencia de México

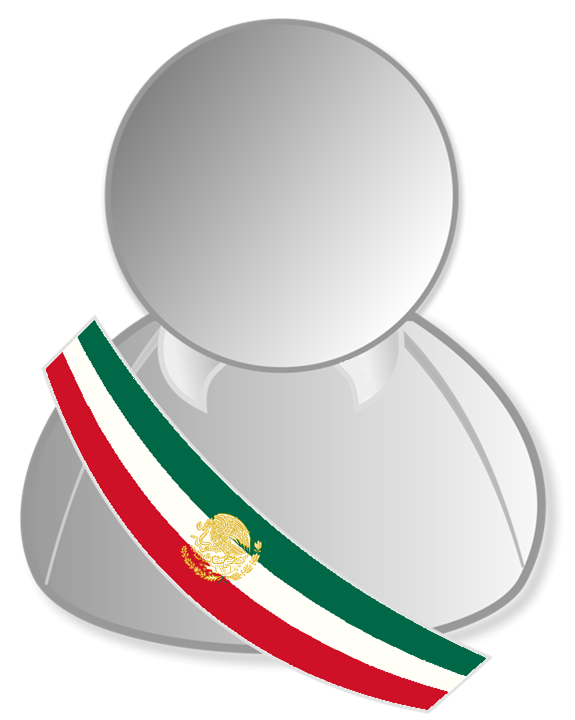
La banda presidencial constituye el único símbolo para uso exclusivo del presidente y es, a su vez, una representación alterna de la bandera nacional.

El presidente de México (oficialmente, presidente de los Estados Unidos Mexicanos) es el titular del poder ejecutivo en ese país. A la vez es jefe de Estado y jefe de gobierno del mismo. Además es el comandante supremo de las Fuerzas Armadas. Como en varios países, en México el poder ejecutivo es uninominal.
Es elegido mediante voto directo y universal. Una vez electo, entra en funciones el 1.º de octubre del año de la elección. Su cargo dura un periodo de seis años, sin la posibilidad de reelección; ni siquiera en el caso de haberlo desempeñado como interino, provisional o sustituto. La Presidencia de la República solo es renunciable por causa grave, que deberá ser calificada por el Congreso de la Unión; el puesto también podrá ser sujeto a un proceso de revocación por medio de una votación popular. En caso de muerte, destitución o renuncia, asume de manera inmediata y provisional el cargo la persona titular de la secretaría de Gobernación (si la ausencia es el día de la toma de posesión, el mandatario provisional sería el presidente del Senado); si la falta absoluta es producto de un proceso de revocación de mandato, corresponde el ejercicio provisional del cargo al presidente del Congreso; en todos los casos después, con las reservas que contempla la constitución, corresponde al Congreso nombrar un sustituto o interino.
El cargo existe desde su inclusión en la Constitución de 1824, siendo su primer titular Guadalupe Victoria, que asumió el puesto el 10 de octubre del mismo año. Hasta el periodo actual, un total de sesenta y cinco individuos ocuparon en ciento seis periodos distintos la presidencia de la República, ya fuera de manera constitucional, provisional, interina, sustituta o incluso de facto. Estos números causados en gran medida por la constante inestabilidad vivida por el país en su primer siglo de vida independiente. De tal manera, que en esa primera centuria, solo cuatro mandatarios concluyeron el periodo constitucional para el que fueron elegidos.
La vigente Constitución de 1917 prevé dicho cargo en su título tercero, capítulo tercero y es abordado por quince artículos. En ellos se especifican las obligaciones, facultades, requisitos y restricciones al mismo. Especificaciones que van desde el mando de las fuerzas armadas; la titularidad de la política exterior, económica, del desarrollo social y de seguridad pública; la promulgación y ejecución de las leyes emitidas por el poder legislativo; proponer nombramientos a cargos que requieren aprobación del Senado o la Suprema Corte; y diversas prerrogativas concedidas en otros artículos de la misma carta magna y las leyes federales.

### Administración
El presidente es la cabeza de la Administración Pública Federal y es auxiliado por un gabinete compuesto por las veinte secretarías de Estado existentes, dependencias federales, organismos descentralizados y empresas paraestatales, los cuales tienen a su cargo diversas carteras de interés público, además de distintos asesores adscritos a la llamada Oficina de la Presidencia. 
Históricamente su protección corrió a cargo del Estado Mayor Presidencial, que fue el órgano técnico militar que auxiliaba al presidente en la obtención de información general, planificaba las actividades personales propias del cargo, realizaba las prevenciones para su seguridad y participaba en la ejecución de las actividades procedentes para estos efectos. Sin embargo, tal estructura se disolvió a partir del 1 de diciembre de 2018. El resguardo del presidente quedó en manos de un grupo de profesionistas con adiestramiento en materia de seguridad personal y sin armas, conocidos como «Ayudantía» e integrado por veinte personas; a la par elementos con experiencia, del también desaparecido «Cuerpo de Guardias Presidenciales», adscritos al Ejército Mexicano, vigilan áreas y zonas de trabajo del mandatario.

## Poder Legislativo
El Congreso General de los Estados Unidos Mexicanos, también llamado Congreso de la Unión, es el órgano depositario del poder legislativo federal de México. Está conformado por una asamblea bicameral: la Cámara de Senadores es la cámara alta compuesta por ciento veintiocho senadores y la Cámara de Diputados es la cámara baja compuesta por quinientos diputados.
La vigente Constitución de 1917 prevé este órgano en su título tercero, capítulo II, secciones I, II y III, y abordándolo en veintiocho artículos. En ellos se especifican las obligaciones, facultades, requisitos y restricciones del aparato legislativo; principalmente la facultad exclusiva entre los Poderes de la Unión (y repartida entre las dos cámaras) para estudiar, discutir, votar y emitir las iniciativas de leyes, reglamentos, códigos, normas y las reformas a todo ello, que se le presenten durante sus periodos de sesiones, es decir, posee la acción deliberativa para legislar en todos los asuntos del Estado mexicano. Con los 32 poderes legislativos de las entidades, recibe la condición de «Constituyente permanente», es decir, el único ente que puede adicionar y modificar la Constitución.
También sus deberes incluyen determinar la composición de la división política del territorio nacional; la facultad para cambiar de sede los poderes de la unión; aprobar la declaratoria de guerra del Presidente; la recepción y glosa (análisis) del informe de gobierno que debe rendir el jefe del ejecutivo; la aprobación de iniciativas, rendición de cuentas, exigencia de comparecencias y eventuales remociones de los titulares o integrantes de los Poderes de la Unión, incluido el presidente de la república; la elección del interino o sustituto de este último; y diversas prerrogativas que le conceden otros artículos de la carta magna y las leyes federales.
Cuando se reúne de forma conjunta, para sesiones de Congreso General, su sede oficial es el Palacio Legislativo de San Lázaro en la Ciudad de México, que de ordinario es también sede de la Cámara de Diputados. Dichas sesiones ocurren de manera formal únicamente en tres casos; El 1 de septiembre de cada año para celebrar la apertura del primer período de sesiones ordinarias; a partir del 1 de febrero para celebrar un segundo período de sesiones ordinarias; y de igual manera, sesiona de manera conjunta, cada seis años con motivo de la ceremonia de toma de posesión del presidente de la República, es decir el 1 de octubre del año de la elección presidencial. La constitución contempla sesiones de Congreso general extraordinarias para la elección del presidente interino o sustituto en caso de falta temporal o absoluta del titular del poder ejecutivo, situación en la que se constituye como Colegio Electoral. También podrá ser convocado en situaciones extraordinarias por alguna de las dos cámaras, la Comisión Permanente o el presidente. En todos los casos, ejerce el rol de Presidente del Congreso, aquel que lo sea de la cámara anfitriona de la sesión, comúnmente el de la Cámara de Diputados.
El primer período ordinario de sesiones deberá concluir a más tardar los días 15 de diciembre, salvo en el año de sucesión del poder ejecutivo, cuando el período podrá extenderse hasta el 31 de diciembre. El segundo período cerrará como máximo el 30 de abril. En periodos de receso, la Comisión Permanente reúne un número de diputados y senadores para atender los asuntos pendientes del Congreso hasta el nuevo período de sesiones.

### Senado
La Camára de Senadores o Senado de la República es la cámara alta del Congreso y órgano colegiado donde se representan a las partes integrantes de la Federación, es decir, los 31 estados y Ciudad de México. 
El Senado tiene 128 miembros. Se eligen tres senadores por cada estado y la Ciudad de México. Los Senadores de la República duran seis años en su encargo. Su elección se hace de la siguiente manera: dos (que integran una fórmula) en forma directa, elegidos por mayoría relativa, y uno más para aquel que encabeza la lista de candidatos del partido o coalición política que haya obtenido el segundo lugar en la elección estatal, por lo que es llamado de la primera minoría. Los 32 restantes se designan en función de un sistema de representación proporcional, de acuerdo con un sistema de una sola lista votada a nivel nacional.

### Cámara de Diputados
La Cámara de Diputados es la cámara baja del Congreso y órgano colegiado donde se representa a los ciudadanos. Tiene 500 miembros, que son electos cada tres años. De estos, 300 son electos directamente, con base en los distritos de mayoría relativa, asignados por población, pero ningún estado puede tener menos de dos diputados de mayoría. Los otros 200 se asignan en función de un sistema de representación proporcional, de acuerdo con un sistema de listas votadas en cinco circunscripciones plurinominales.

## Poder Judicial

Sello del Poder Judicial de la Federación.

El Poder Judicial de la Federación (PJF) es el conjunto de organismos depositarios de dicho poder en México, uno de los tres Poderes de la Unión que componen el sistema de gobierno en ese país. Está integrado por la Suprema Corte de Justicia de la Nación (SCJN) —su máximo tribunal—, el Tribunal de Disciplina Judicial, el Órgano de Administración Judicial, el Tribunal Electoral del Poder Judicial de la Federación, los plenos regionales, los tribunales colegiados de circuito y de apelación, y los juzgados de distrito.
Sus fundamentos se encuentran en el Título III, Capítulo IV (abarcando catorce artículos) de la Constitución Política de los Estados Unidos Mexicanos y la «Ley Orgánica del Poder Judicial de la Federación». Los tribunales de los Estados y de la Ciudad de México pueden actuar en auxilio de la Justicia Federal, en los casos previstos por la Carta magna y las leyes. 
La administración del Poder Judicial de la Federación, con excepción de la Suprema Corte de Justicia, está a cargo del Órgano de Administración Judicial; en tanto la disciplina corresponde al Tribunal de Disciplina Judicial.
En este poder y su conjunto de órganos se deposita la facultad de impartir justicia en todos los aspectos institucionales del Estado mexicano; la aplicación de las normas y principios jurídicos en la resolución de conflictos, y en todos los ámbitos del ejercicio del Derecho y la interpretación de las leyes federales en la sociedad (civil, penal, constitucional, mercantil, laboral, administrativo, fiscal, procesal, etcétera).